# Saint-Hilaire-de-Brens
Saint-Hilaire-de-Brens è un comune francese di 521 abitanti situato nel dipartimento dell'Isère della regione dell'Alvernia-Rodano-Alpi.

## Società

### Evoluzione demografica
Abitanti censiti

## Amministrazione

### Gemellaggi
- Cornalba